# Tiago Santos
Pour les articles homonymes, voir Santos (homonymie).
Tiago Santos né le 23 juillet 2002 à Lisbonne au Portugal, est un footballeur portugais qui joue au poste d'arrière droit au LOSC Lille.

## Biographie

### En club
Né à Lisbonne au Portugal, Tiago Santos est formé par le Sporting CP. Il fait également des passages à l'AD Oeiras et au SG Sacavenense dans les équipes de jeunes avant de faire son retour au Sporting CP. En janvier 2022 il rejoint le GD Estoril-Praia, le Sporting CP gardant toutefois un droit de rachat sur le joueur.
Lors de l'été 2022, Tiago Santos est promu en équipe première. Le 19 août 2022 il joue son premier match en professionnel à l'occasion d'une rencontre de championnat face au Rio Ave FC. Titularisé ce jour-là, il délivre une passe décisive pour Rodrigo Martins (en) sur l'ouverture du score. Les deux équipes se neutralisent toutefois (2-2 score final).
Le 9 janvier 2023, Tiago Santos prolonge son contrat avec le GD Estoril-Praia. Il est alors lié au club jusqu'en juin 2025. Auteur d'une saison pleine pour sa première au plus haut niveau, Santos attire l'intérêt de plusieurs clubs dont le Benfica Lisbonne qui s'intéresse à lui dès le mois de mai 2023.
Tiago Santos s'engage finalement au LOSC le 5 juillet 2023, et ce pour une durée de cinq ans, soit jusqu'en juin 2028. Le transfert est estimé 6,5 millions d'euros.
Tiago Santos marque son premier but en professionnel avec le LOSC, le 26 novembre 2023 lors d'une rencontre de Ligue 1 au Groupama Stadium contre l'Olympique Lyonnais. Titulaire, il participe à la victoire de son équipe par deux buts à zéro.
Il fait ses débuts en Ligue des champions le 6 août 2024, à l'occasion d'une rencontre qualificative pour la phase de groupe de l'édition 2024-2025 contre le Fenerbahçe SK. Ilse fait remarquer ce jour-là en marquant également son premier but dans la compétition en ouvrant le score au bout de douze minutes de jeu. Son équipe s'impose finalement par deux buts à un.
Le 2 octobre 2024, le portugais livre une très grosse performance face au Real Madrid où son équipe enregistre une victoire historique au Stade Pierre Mauroy, réalisant un sauvetage miraculeux en seconde période. Le 15 octobre 2024, le latéral portugais se blesse durant une séance d'entraînement avec son club. Touché au genou gauche, son absence est estimée à plusieurs mois.
Fin octobre 2024, alors qu'il est blessé, Tiago Santos prolonge son contrat dans le nord jusqu'en 2029, le jour qui suit, il est annoncé que son opération aux ligaments croisés « s'est bien passée ».

### En sélection
Après avoir connu la sélection espoirs portugaise, il est appelé en août 2024 pour la première fois avec l'équipe nationale du Portugal par le sélectionneur Roberto Martínez.

## Statistiques détaillées
| Saison                | Club                  | Championnat           | Championnat | Championnat | Championnat | Coupe nationale | Coupe nationale | Coupe nationale | Coupe de la Ligue | Coupe de la Ligue | Coupe de la Ligue | Compétition(s) continentale(s) | Compétition(s) continentale(s) | Compétition(s) continentale(s) | Compétition(s) continentale(s) | Total | Total | Total |
| Saison                | Club                  | Division              | M.          | B.          | P.d.        | M.              | B.              | P.d.            | M.                | B.                | P.d.              | Comp.                          | M.                             | B.                             | P.d.                           | M.    | B.    | P.d.  |
| 2022-2023             | GD Estoril-Praia      | Liga Portugal         | 30          | 0           | 5           | 2               | 0               | 0               | 2                 | 0                 | 0                 | -                              | -                              | -                              | -                              | 34    | 0     | 5     |
| 2023-2024             | LOSC Lille            | Ligue 1               | 29          | 1           | 2           | 3               | 1               | 0               | -                 | -                 | -                 | C4                             | 11                             | 1                              | 0                              | 43    | 3     | 2     |
| 2024-2025             | LOSC Lille            | Ligue 1               | 7           | 0           | 0           | -               | -               | -               | -                 | -                 | -                 | C1                             | 6                              | 1                              | 0                              | 13    | 1     | 0     |
| Sous-total            | Sous-total            | Sous-total            | 36          | 1           | 2           | 3               | 1               | 0               | 0                 | 0                 | 0                 | -                              | 17                             | 2                              | 0                              | 56    | 4     | 2     |
| Total sur la carrière | Total sur la carrière | Total sur la carrière | 66          | 1           | 7           | 5               | 1               | 0               | 2                 | 0                 | 0                 | -                              | 17                             | 2                              | 0                              | 90    | 4     | 7     |